# Chrysippus
Chrystippus xứ Soli (tiếng Hy Lạp: Χρύσιππος ὁ Σολεύς, Chrysippos ho Soleus) (279 TCN tại Soli, Cillicia, Thổ Nhĩ Kỳ-206 TCN tại Athens, Hy Lạp) là nhà triết học người Hy Lạp. Ông là nhà triết học theo chủ nghĩa khắc kỷ. Chrysippus được coi là nhân vật thuộc hàng trung tâm, chỉ sau Zeno xứ Citium. Ông là người hệ thống hóa các học thuyết của chủ nghĩa khắc kỷ. Theo các tài liệu lịch sử , ông viết tất cả 705 tác phẩm.

## Công trình trích dẫn
- Barnes, Jonathan (1999), "The History of Hellenistic Logic", trong Algra, Keimpe; Barnes, Jonathan; Mansfeld, Jaap; Schofield, Malcolm (biên tập), The Cambridge History of Hellenistic Philosophy, Cambridge University Press, ISBN 0521616700
- Brunschwig, Jacques; Sedley, David (2003), "Hellenistic philosophy", trong Sedley, David (biên tập), The Cambridge Companion to Greek and Roman Philosophy, Cambridge University Press, ISBN 0521775035
- Davidson, William Leslie (1908), "Chrysippus", trong Hastings, James (biên tập), Encyclopaedia of Religion and Ethics, quyển 3, T. & T. Clark
- Dorandi, Tiziano (1999), "Chronology", trong Algra, Keimpe; Barnes, Jonathan; Mansfeld, Jaap; Schofield, Malcolm (biên tập), The Cambridge History of Hellenistic Philosophy, Cambridge University Press, ISBN 0521616700
- Fitzgerald, John T. (2004), "Philodemus and the Papyri from Herculaneum", trong Fitzgerald, John T.; Obbink, Dirk; Holland, Glenn Stanfield (biên tập), Philodemus and the New Testament world Philosophy, Brill, ISBN 9004114602
- Gould, Josiah (1970), The Philosophy of Chrysippus, SUNY, ISBN 087395064X
- Green, Peter (1993), Alexander to Actium: the historical evolution of the Hellenistic age, University of California Press, ISBN 0520083490
- Heath, Thomas Little (1921), A History of Greek Mathematics, Vol 1: From Thales to Euclid, Oxford
- Hicks, Robert Drew (1910), Stoic and Epicurean, C. Scribner
- Hicks, Robert Drew (1911). "Stoics" . Trong Chisholm, Hugh (biên tập). Encyclopædia Britannica. Quyển 25 (ấn bản thứ 11). Cambridge University Press. tr. 942–951.
- Inwood, Brad; Gerson, Lloyd P. (1997), Hellenistic Philosophy: Introductory Readings, Hackett, ISBN 0872203786
- Johansen, Karsten Friis; Rosenmeier, Henrik (1998), A History of Ancient Philosophy: From the Beginnings to Augustine, Routledge, ISBN 0415127386
- Kenny, Anthony (2006), Ancient Philosophy, Oxford University Press, ISBN 0198752733
- O'Toole, Robert R.; Jennings, Raymond E. (2004), "The Megarians and the Stoics", trong Gabbay, Dov; Woods, John (biên tập), Handbook of the History of Logic: Greek, Indian, and Arabic logic, North Holland, ISBN 0444504664
- Sharples, R. W. (2014), Stoics, Epicureans and Sceptics: An Introduction to Hellenistic Philosophy, Routledge, tr. 67–68, ISBN 978-1134836390
- Stock, St. George William Joseph (1908), Stoicism, Constable
- Zeller, Eduard (1880), The Stoics, Epicureans, and Sceptics, Longmans